# Synagoga v Besançonu
Synagoga v Besançon (francouzsky: synagogue de Besançon nebo temple israélite de Besançon) je synagoga ve francouzském Besançonu v ulici dock de Strasbourg. Budova je závislá na centrální konzistoři v Besançon. Byla postavena v roce 1869 a bohoslužby probíhaly v aškenázském ritu, dnes se však slouží v ritu sefardském.